# 菲律賓披索
菲律賓披索（ISO 4217貨幣編碼：PHP）是菲律賓的法定貨幣，1菲律賓披索相等於100仙塔沃（菲律賓語：sentimo）。
菲律賓是世界上其中一個曾被西班牙殖民統治而使用披索作為貨幣的國家。其他使用披索的國家包括墨西哥披索、哥倫比亞披索、阿根廷披索等。

## 流通中的貨幣

### 硬幣（2017年）
- 1 分
  - 正面：菲律宾中央银行標誌
  - 背面：國家名稱、面值、年份
- 5 分
  - 正面：銀行名稱
  - 背面：國家名稱、面值、年份
- 10 分
  - 正面：菲律宾中央银行標誌
  - 背面：國家名稱、面值、年份
- 25 分
  - 正面：菲律宾中央银行標誌
  - 背面：國家名稱、面值、年份
- 1 披索
  - 正面：菲律宾中央银行標誌
  - 背面：黎剎、國家名稱、面值、年份
- 2 披索
  - 正面：菲律宾中央银行標誌
  - 背面：埃米利奧·阿奎納多、國家名稱、面值、年份
- 5 披索
  - 正面：菲律宾中央银行標誌
  - 背面：安德烈斯·博尼法西奧、國家名稱、面值、年份
- 10 披索
  - 正面：菲律宾中央银行標誌
  - 背面：阿波里納里奧·馬比尼、國家名稱、面值、年份

### 紙幣（2010年）
- 20 披索
  - 正面：曼努埃爾·奎松、馬拉坎南宮
  - 背面：巴拿威梯田、椰子猫、山脈
- 50 披索

菲律賓在2010年開始使用的紙幣。

  - 正面：塞爾吉奧·奧斯米納、菲律賓議會、雷伊泰島戰役
  - 背面：八打雁省的塔阿爾湖、珍鲹
- 100 披索
  - 正面：曼努埃爾·羅哈斯、舊菲律賓中央銀行、第三菲律賓共和國的成立
  - 背面：在阿爾拜省的馬榮火山、鯨鯊
- 200 披索
  - 正面：迪奥斯达多·马卡帕加尔、人民力量革命、阿奎納多聖殿、巴雅蘇仁教堂
  - 背面：巧克力山、眼鏡猴
- 500 披索
  - 正面：柯拉蓉·艾奎諾、班尼格諾·艾奎諾、人民力量革命、阿基諾紀念碑
  - 背面：普林塞萨港地下河国家公园、鸚鵡
- 1,000 披索
  - 正面：何塞·阿巴德·桑托斯、維森特·林、約瑟法·蘭斯·逸斯高特、菲律賓獨立百年慶祝活動、菲律賓榮譽勳章
  - 背面：圖巴塔哈群礁、南海珍珠

### 紙幣（2017年）
- 2,000 披索
- 100,000 披索

此兩款皆為紀念幣，可於2018年7月31日前可合法使用。